# Alcecoris globosus
Alcecoris globosus is een wants uit de familie van de blindwantsen (Miridae). De soort werd het eerst wetenschappelijk beschreven door Carvalho in 1951.